# Knud Hallest
Knud Eigill Hallest (* 12. Mai 1909 in Kopenhagen; † 4. September 1991 ebenda) war ein dänischer Schauspieler.

## Biografie
Hallest wuchs in Kopenhagen auf. Von 1929 bis 1932 absolvierte er seine Schauspielausbildung an der Eleveskole des Königlichen Theaters Kopenhagen. Dort hatte er am 9. September 1932 auch sein Bühnendebüt als Darsteller und war anschließend bis zum Jahr 1936 als festes Ensemblemitglied engagiert. Im Laufe seiner Karriere trat er in zahlreichen Theaterstücken, Kabarett-Programmen, Varieté-Shows und in Musicals auf. Er stand unter anderem auch am Folketeatret, am Odense Teater, am Aarhus Teater oder am Helsingør Theater als Darsteller auf der Bühne. Hallest wirkte von 1935 bis 1974 als Schauspieler vor der Kamera in mehr als 50 Film-und-Fernsehproduktionen mit. Zu Beginn seiner Karriere war er noch oftmals in einer Nebenrolle besetzt worden. Später spielte er auch Hauptrollen und konnte sich damit in der Filmbranche als Charakterdarsteller beweisen und etablieren. Mitte der 1970er-Jahre zog er sich aus dem Rampenlicht zurück.
Hallest war unverheiratet und kinderlos. Er wohnte in Kopenhagen. Seine Grabstätte befindet sich auf dem Vestre Kirkegård.

## Filmografie (Auswahl)
- 1935: Min kone er husar
- 1950: Die roten Pferde
- 1957: Laan mig din kone
- 1957: Hidden Fear
- 1962: Drømmen om det hvide slot
- 1967: Sünder überall
- 1969: Champagne galoppen
- 1970: Sangen om den røde rubin
- 1972: Skygger
- 1972: Solens børn